# Октябрська сільська рада (Петуховський район)
Октя́брська сільська рада (рос. Октябрьский сельский совет) — сільське поселення у складі Петуховського району Курганської області Росії.
Адміністративний центр — село Октябрське.
Населення сільського поселення становить 835 осіб (2017; 943 у 2010, 1053 у 2002).

## Склад
До складу сільського поселення входять:
| Населений пункт        | Населення, осіб (2002) | Населення, осіб (2010) |
| ---------------------- | ---------------------- | ---------------------- |
| Октябрське, село       | 1016                   | 909                    |
| Первомайська, присілок | 37                     | 34                     |